# Alice Diop
Alice Diop (ur. 1979 w Aulnay-sous-Bois) – francuska reżyserka i scenarzystka filmowa pochodzenia senegalskiego.

## Życiorys
Wychowała się w rodzinie Senegalczyków na przedmieściach Paryża, gdzie studiowała historię i socjologię. Od 2005 kręciła filmy dokumentalne i krótkometrażowe. Za Vers la tendresse (2016) zdobyła Cezara za najlepszy film krótkometrażowy. Pełnometrażowy dokument My, z przedmieść Paryża (2021) przyniósł jej nagrodę główną w sekcji "Spotkania" na 71. MFF w Berlinie.
Jak dotychczas największy sukces artystyczny osiągnęła dzięki fabularnemu debiutowi pt. Saint Omer (2022). Była to opowieść o pisarce biorącej udział w procesie sądowym kobiety oskarżonej o śmierć swojej 15-miesięcznej córki. Film zdobył Grand Prix oraz Nagrodę im. Luigiego De Laurentiisa za najlepszy debiut reżyserski na 79. MFF w Wenecji.
Diop zasiadała w jury Złotej Kamery na 72. MFF w Cannes (2019). Przewodniczyła obradom jury Nagrody im. Luigiego De Laurentiisa na 80. MFF w Wenecji (2023).